# Obsidian (cràter)
Obsidian és un cràter sobre la superfície de (2867) Šteins, situat amb el sistema de coordenades planetocèntriques -10.6 ° de latitud nord i 43.6 ° de longitud est. Fa un diàmetre de 0.51 km. El nom va ser fet oficial per la UAI el nou de maig de 2012 i fa referència a l'obsidiana, un vidre d'origen volcànic.